# Mario Krebs
Mario Krebs (* 31. Januar 1951) ist ein deutscher Lektor, Autor, Produzent und Drehbuchautor.
Krebs studierte Evangelische Theologie, Germanistik, Theaterwissenschaft, Theaterarbeit und Regieassistenz.
2003 wurde er mit dem Deutschen Fernsehpreis für die von ihm produzierten Folgen der Kriminalfilmreihe Unter Verdacht ausgezeichnet. Für seine Mitwirkung an dem Historienfilm Katharina Luther, der das Leben der einstigen Nonne Katharina von Bora und späteren Ehefrau von Martin Luther thematisiert, wurde er ebenfalls für diesen Preis nominiert.

## Filmographie (Auswahl)
- 1992: Sie und Er
- 1995–1997: Balko
- 1999: Doppelpack – Das Duell
- 2000: Trennungsfieber
- 2002: Der kleine Mönch
- 2002: Bis dass dein Tod uns scheidet
- 2003: Große Jungs
- 2006–2007: Das Beste aus meinem Leben
- 2008: Mord mit Aussicht
- 2010: Tatort: Hitchcock und Frau Wernicke
- 2011–2012: Heiter bis tödlich: Henker & Richter
- 2012: Tatort: Alles hat seinen Preis
- 2014: Let’s go!
- 2016: Phoenixsee
- 2017: Katharina Luther
- 2002–2019: Unter Verdacht
  - 2002: Unter Verdacht: Verdecktes Spiel
  - 2003: Unter Verdacht: Eine Landpartie
  - 2004: Unter Verdacht: Gipfelstürmer
  - 2005: Unter Verdacht: Das Karussell
  - 2006: Unter Verdacht: Atemlos
  - 2006: Unter Verdacht: Ein neues Leben
  - 2007: Unter Verdacht: Hase und Igel
  - 2007: Unter Verdacht: Das Geld anderer Leute
  - 2008: Unter Verdacht: Brubeck
  - 2008: Unter Verdacht: Die falsche Frau
  - 2009: Unter Verdacht: Der schmale Grat
  - 2009: Unter Verdacht: Tausend Augen
  - 2010: Unter Verdacht: Laufen und Schießen
  - 2011: Unter Verdacht: Rückkehr
  - 2011: Unter Verdacht: Die elegante Lösung
  - 2011: Unter Verdacht: Persönliche Sicherheiten
  - 2012: Unter Verdacht: Das Blut der Erde
  - 2013: Unter Verdacht: Ohne Vergebung
  - 2013: Unter Verdacht: Türkische Früchtchen
  - 2014: Unter Verdacht: Mutterseelenallein
  - 2015: Unter Verdacht: Grauzone
  - 2015: Unter Verdacht: Ein Richter
  - 2016: Unter Verdacht: Betongold
  - 2017: Unter Verdacht: Verlorene Sicherheit
  - 2017: Unter Verdacht: Die Guten und die Bösen
  - 2018: Unter Verdacht: Verschlusssache
  - 2019: Unter Verdacht: Evas letzter Gang
- 2012–2019: Polizeiruf 110
  - 2012: Polizeiruf 110: Die Gurkenkönigin
  - 2013: Polizeiruf 110: Wolfsland
  - 2019: Polizeiruf 110: Heimatliebe
  - 2021: Polizeiruf 110: Hermann
  - 2022: Polizeiruf 110: Hildes Erbe

## Bücher
- 1988: Ulrike Meinhof. Ein Leben im Widerspruch
- Die weiße Rose mit Michael Verhoeven[1]